# محمداسحاق فیاض
محمداسحاق فیاض (زادهٔ سال ۱۳۰۹ خورشیدی، در جاغوری، ولایت غزنی) روحانی و مجتهد شیعهٔ اهل افغانستان و از مراجع تقلید شیعهٔ ساکن شهر نجف در کشور عراق است. وی از شاگردان برجستهٔ سید ابوالقاسم خویی بوده‌است و جزو معدود کسانی هستند که از سید ابوالقاسم خویی اجازه اجتهاد دریافت کردند. 

## ولادت
محمداسحاق در سال ۱۹۳۱ (میلادی) برابر با ۱۳۰۹ (خورشیدی) در منطقهٔ جاغوری، ولایت غزنی، افغانستان، واقع در جنوب غرب ولایت کابل، پایتخت این کشور، به دنیا آمد. او دومین فرزند خانواده‌ای هزاره و بعد از برادرش محمد ایوب است. پدرش(درگذشتهٔ ۱۹۸۹) یک کشاورز ساده بود.

## تحصیل
به اهتمام پدرش جهت فراگیری علوم در حوزه‌های علمیه مشغول به تحصیل شد و پس از آموختن قرآن، کتاب جامع‌المقدمات و بهجةالمرضیه را فراگرفت. برای مدت تقریباً یک سال همراه آصف محسنی در مدرسه شیح وحیدی هوتقول درس خواند. بعد از آن راهی مشهد گردید.
سپس ادامهٔ تحصیلاتش را در مشهد و آنگاه در نجف ادامه داد و شروع به تکمیل علوم حوزوی نمود. در آنجا کتاب قوانین‌الاصول از ابوالقاسم قمی و قسمتی از کتاب روضةالبهیة در شرح کتاب لُمعه را نزد میرزا کاظم تبریزی و سیداسدالله مدنی و میرزا علی فلسفی فراگرفت. سپس به مراحل سطوح عالی رسید و کتاب کفایه از آخوند خراسانی و کتاب رسائل و مکاسب محرمه از انصاری را نزد مجتبی لنکرانی آموخت، و این مراحل ادامه داشت تا اینکه در جلسات درس استادان حوزه در دروس خارج شرکت کرد.
در اصطلاح به این مرحله خارج می‌گویند؛ زیرا کتاب معینی را استاد تدریس نمی‌کند و دروس در این مرحله خارج از کتاب بیان می‌شود، بلکه موارد تحقیق‌شده از چندین کتاب و آرا و نظرات چند تن از علمای صاحب‌نظر مورد نقد و بررسی قرار می‌گیرد، و این مسئله به قوهٔ اجتهاد طلاب کمک فراوانی می‌کند.

## تدریس
در همین ایام بود که وی شروع به تدریس کرد و به یکی از استادان مبرز در حوزهٔ نجف بدل شد و جمع کثیری از اندیشمندان علوم دینیه به محضر درس او حاضر می‌گشتند. سطح عالی حوزه را در مسجدی معروف به مسجد هندی شروع نمود و در دوره‌های متعدد کتب مختلف حوزه را تدریس کرد.
سرانجام در سال ۱۳۹۸ هـ. ق شروع به بحث خارج نمود. هم‌اکنون شاگردان زیادی در درس او حاضر می‌شوند.

## دیدگاه

### نقش سیاسی اجتماعی زنان در جوامع اسلامی
فیاض از معدودهای شیعه اسلامی است که طرفدار زنان در مناصب رهبری سیاسی است. در ژوئن ۲۰۱۸ مقاله ای در وب سایت فارسی نوشته شد، که در آنجا با استناد به کتاب "جایگاه زن در نظام سیاسی اسلام" دربارهٔ موضع فیاض در مورد موقعیت زنان در جامعه اسلامی بحث شد. "وی در پاسخ به تعدادی از سؤالات فقهی در رابطه با نقش زنان در جامعه، تصدی هر یک از سه سمت زیر را برای زنان مجاز دانست: رهبر سیاسی، قاضی و مشاور حقوقی شرع.
من فرقی بین زن و مرد نمی‌دانم… کار کردن زن با حفظ حجاب، عفت، نجابت و کرامت مانعی ندارد و هر کاری می‌تواند، انجام دهد؛ حتی به نظر من رئیس‌جمهور هم شود، مانعی ندارد. در حال حاضر تجربه ثابت کرده که زنان بیشتر از مردان در کار هستند؛ مثلاً در دانشگاه اهتمام دختران بیشتر از پسران است. در قضاوت و مرجعیت هیچ تفاوتی میان زن و مرد قائل نیستم؛ اگر زنی درس بخواند و مرجع شود، چه عیبی دارد.
مرجع سیاسی 
طبق نظر ایشان مرجع سیاسی ارزشی ندارد زیرا که سیاست امروزه مبنی بر فریب و خدعه است 
مرجعیت آیت الله سیستانی 
ایشان مرجعیت آیت الله سیستانی را نعمتی می‌دانند که بر امت اسلامی منت گذاشته شده است 

## کتاب شناسی
1. المباحث الاصولیة در پانزده مجلد (دوره کامل اصول فقه)
2. محاضرات در اصول فقه در پنج جلد
3. حاشیه بر عروة الوثقی، ده جلد
4. جایگاه زن در نظام سیاسی اسلام
5. منهاج الصالحین در سه جلد
6. النظرة الخاطفه فی الاجتهاد
7. حکومت اسلامی[۷]
8. أحکام البنوک
9. مناسک حج
10. الأراضی